# Tipasa (Algieria)
Tipasa (fr. Tipaza), Tibaza (arab. تيبازة Tibazah) – miejscowość w Algierii, ok. 70 km na zachód od Algieru, z ruinami starożytnego miasta, wpisanymi na listę światowego dziedzictwa kultury UNESCO. 
Siedziba władz prowincji Tipaza.
Współczesna osada z portem rybackim położona jest nad Morzem Śródziemnym, w pewnej odległości od dominującej nad wybrzeżem góry Chenoua. Po obu stronach miejscowości znajdują się kompleksy turystyczne (Matares i Tipaza Village).

## Historia
Początkowo założona w VI/V wieku p.n.e. osada fenicka, następnie miasto rzymskie po podboju Mauretanii przez cesarza Klaudiusza.
Mimo wczesnego zaistnienia chrześcijaństwa, spora część mieszkańców wyznawała starożytny politeizm jeszcze do V wieku n.e. W 484 n.e. król Wandalów Huneryk wysłał do Tipasy ariańskiego biskupa dla wprowadzenia herezji chrześcijańskiej. Wielu mieszkańców zbiegło wówczas przed prześladowaniami do Iberii.
W późniejszych wiekach brak o Tipasie śladów w zapisach historii, brak również osadnictwa arabskiego w tym miejscu. Współczesna miejscowość Tibaza powstała dopiero w 1857 roku.

### Stanowisko archeologiczne
Przylegające do morza ruiny z czasów rzymskich rozciągają się na znacznym obszarze. Zachowały się pozostałości dawnych obwarowań, rzymskie forum wraz ruinami bazyliki, kurii i kapitolu (tradycyjnie budowanej świątyni Trójcy Kapitolińskiej), amfiteatr, teatr i liczne domy mieszkalne z mozaikami. W najlepszym stanie przetrwały budowle chrześcijańskie: kościół z grobem św. Salsy i z otaczającym go cmentarzem, bazylika św. Piotra i Pawła, grobowa kaplica miejscowych biskupów i inne.
Niedaleko Tipasy znajduje się pochodzący z II wieku p.n.e. tumulus, zwany Grobowcem Królów Numidyjskich (wcześniej znany jako Grobowiec Chrześcijanki, franc. Tombeau de la chrétienne).